# Basílica de Nuestra Señora de las Nieves (Iguape)
La Basílica de Nuestra Señora de las Nieves también llamada Santuario del Señor Buen Jesús de Iguape (en portugués: Basílica Nossa Senhora das Neves; Santuário do Senhor Bom Jesus de Iguape) Es un edificio religioso afiliado a la iglesia católica que se encuentra en la ciudad de Iguape en el estado de Sao Paulo al sur del país sudamericano de Brasil. Fue construida en piedra portuguesa (Empedrado portugués), mortero (Argamasa) y aceite de ballena, entre los siglos XVIII y XIX. Allí se puede ver varias imágenes, entre ellas las de los patronos de la ciudad, la Virgen de las Nieves y el Buen Jesús de Iguape.
En la basílica también se puede visitar la Sala de los Milagros, que tiene objetos dejados por los devotos en agradecimiento a las «gracias recibidas». Tiene la triple condición de iglesia parroquial, santuario católico y basílica menor declarada como tal el 29 de noviembre de 1962 bajo el pontificado del papa Juan XXIII.